# Kumasi
Kumasi (ou Coumassie, Koumassi en français), est l'une des principales villes du Ghana, capitale de la région Ashanti et capitale historique de l'Empire ashanti. Sa population est estimée en 2025 à 4,036 millions d' habitants avec un accroissement annuel de 3,41 %, ce qui en fait la plus importante agglomération urbaine du pays. 
La ville est populairement connue comme The Garden City (La ville jardin) ou Heart Beat (Pulsation) au Ghana en raison de ses nombreuses espèces de fleurs et de plantes.

## Étymologie
Le mythe fondateur de Kumasi dans la tradition orale indique qu'Oti Akenten, chef d'un clan Oyoko, aurait négocié avec le chef de Tafo pour l'obtention d'une parcelle de terre. Cette négociations aurait eu lieu sous un arbre nommé Kum. De cet arbre proviendrait le nom de Kumase qui signifie littéralement en Twi "sous l'arbre kum".

## Géographie

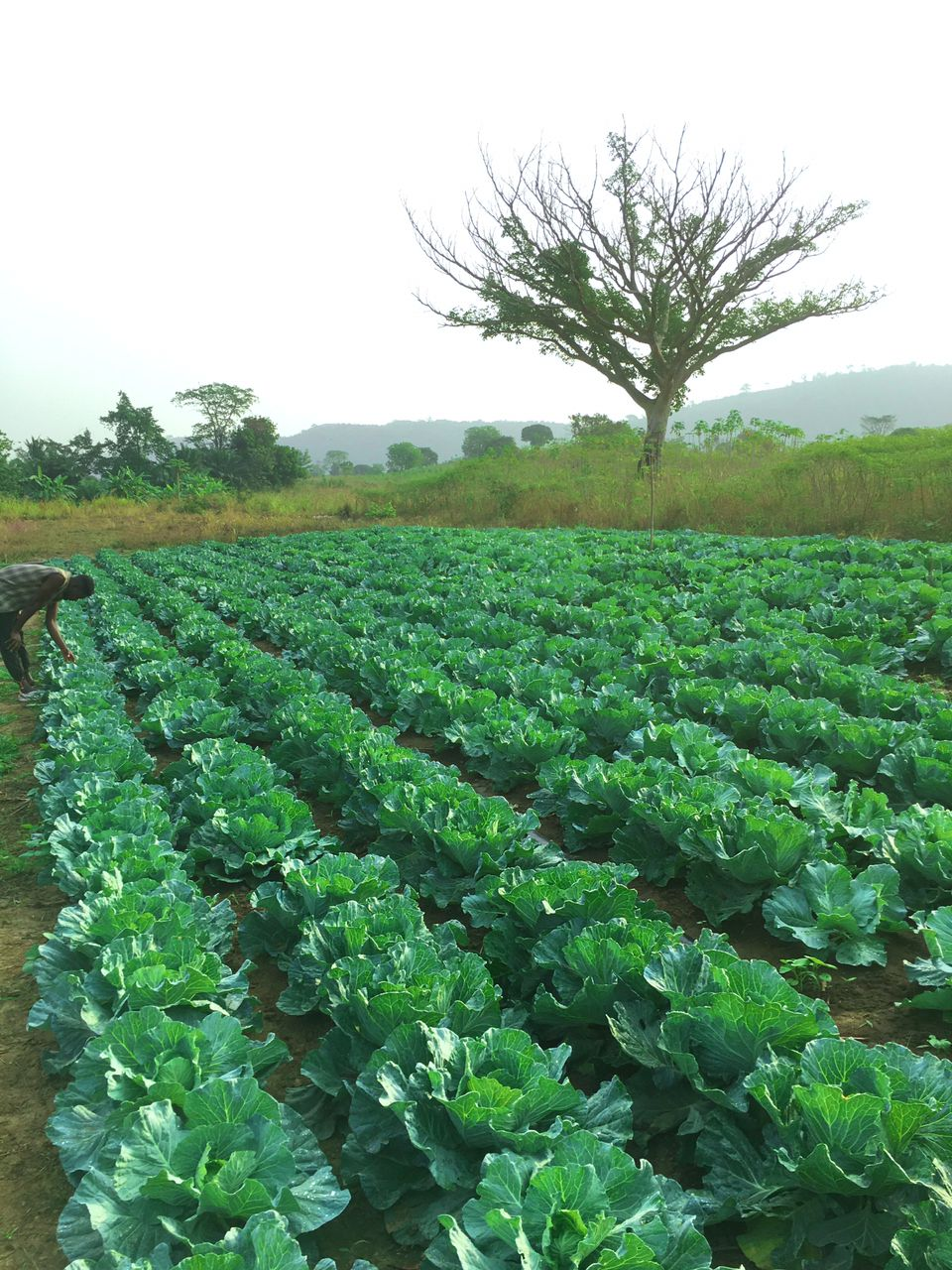
Plantation de choux à Betinko, à l'ouest de Kumasi.

La ville d'origine est bâtie sur une colline dans un méandre de la rivière Suben. Elle se trouve au centre-sud du pays à 255 km au nord-ouest de la capitale Accra, par la route nationale N6. Elle est située près du Lac Bosumtwi, dans la région des forêts humides à environ à environ 480 km au nord de l'équateur et 160 km au nord du golfe de Guinée.

## Quartiers
La ville est constituée de plusieurs quartiers qui ont pour noms : Aboabo, Adum, Akwatialine, Amakom, Asafo, Asawasi, Dakodown, Adiebeba, Bantama, Bimpeh Hill, Fanti New Town, Dichemso, Manhyia, Patasi, North Suntreso, South Suntreso, Zongo.

## Histoire
La zone autour de Kumasi a été occupée depuis l'âge néolithique.

### Premiers États
Kumasi et sa périphérie est composée, dès le début du XVIe siècle de chefferies ou micro-États fondés par plusieurs clans de l'Abusua issus de différentes migrations Akan.
Chronologiquement parlant, Tafo serait le premier État fondé dès le début du XVIe siècle et commerce déjà avec les portugais selon un rapport de 1527. Cet État est reconnu comme un important centre de production d'or et joue déjà un rôle majeur sur les voies commerciales reliant la côté au Sud aux royaumes mossi au Nord. Il y a cependant des incertitudes sur les fondateurs de l'État qui pourraient être des Guan ayant fui la côte à la suite de la première migration Akan. Cependant, les chefs Tafo sont au XVIIe siècle issus du clan Aduana et Agona, laissant supposer une prise de pouvoir à la suite des migrations Akan suivantes.
Le second État, Kaase, se trouve à proximité immédiate de Tafo et aurait été fondé par le clan Aduana lors de la seconde migration Akan, vers la fin du XVIe siècle. Ils pourraient être à l'origine de l'acculturation de l'État de Tafo par le clan Aduana.
Un troisième État, Amakum, appartient au clan Asenee et provient d'Akrokyere, dans le royaume Adansi en conflit avec le royaume de Denkyira. Sa fondation est estimée vers 1650, avant la guerre civile qui détruit Asantemanso et provoque l'une des dernières migrations Akan, celle du clan Oyoko. Lorsque ces derniers arrivent dans la région de Kumasi, ils s'installent d'abord à Amakum. En parallèle, les Domaa qui fuient également Asantemanso s'installent à Suntreso (banlieue actuelle de Kumasi) et négocient avec les trois États pour l'octroi de nouvelles terres. C'est également à Suntreso que se tient une réunion tenue par Boamponsem, roi de Denkyira, afin de délimiter les frontières des différentes cités-états sous sa tutelle. Cet ensemble de cité-états noue des alliances qui posent les bases d'une réunification autour d'un seul État de Kwaaman, ensuite renommé Kumasi.

### Fondation de Kumasi
Le mythe fondateur de Kumasi dans la tradition orale indique qu'Oti Akenten aurait négocié avec le chef de Tafo pour l'obtention d'une parcelle de terre sous un arbre nommé Kum. Cette parcelle s'appellerait ensuite Kum-ase (en twi "sous l'arbre), donnant naissance au nom de Kumasi. Cependant, d'autres traditions indiquent qu'Oti Akenten s'établit sur une terre nommée Kwaaman et que c'est son successeur, Obiri Yeboa qui crée Kumasi. Si le nom du fondateur est débattu dans les traditions orales, celles-ci s'accordent que le choix du site relève d'une action d'Okomfo Anokye qui plante deux graines de l'arbre Kum afin d'identifier la terre la plus fertile sur laquelle s'établir. Ce mythe est étroitement lié à la formation de la confédération ashanti par Osei Tutu Ier.
Les différents historiens avancent des hypothèses différentes en rapport à la chronologie des événements. Les auteurs du XIXe siècle considèrent que Kumasi est fondée par Osei Tutu vers 1680. Cette chronologie est révisée au XXe siècle en suggérant qu'Obiri Yeboah fonde Kwaaman et que, lorsqu'Osei Tutu accède au trône, ce dernier transfère sa capitale vers une nouvelle ville nommée Kumasi. Les analyses ultérieures des documents émanant des forts coloniaux européens permettent de clarifier ce point en indiquant que Kwaman et Kumase correspondent à un même lieu, cependant la cité État de Kwaman prend le nom de Kumasi lorsqu'Osei Tutu accède sur son trône.
Ainsi, la version historique la plus acceptée au XXIe siècle fait d'Oti Akenten le fondateur de Kwaman, permettant à la migration du clan Oyoko de s'y installer. Obiri Yeboah lui succède en tant que Kwamanhene (chef de Kwaman) vers 1660 et concentre la majorité des clans Oyoko ayant migré depuis Asantemanso. L'installation du clan se fait probablement pacifiquement et Obiri Yeboa se trouve au cœur de nombreuses alliances avec les micro-États de Tafo, Kaase et Amakum.

### Capitale de l'Empire Ashanti

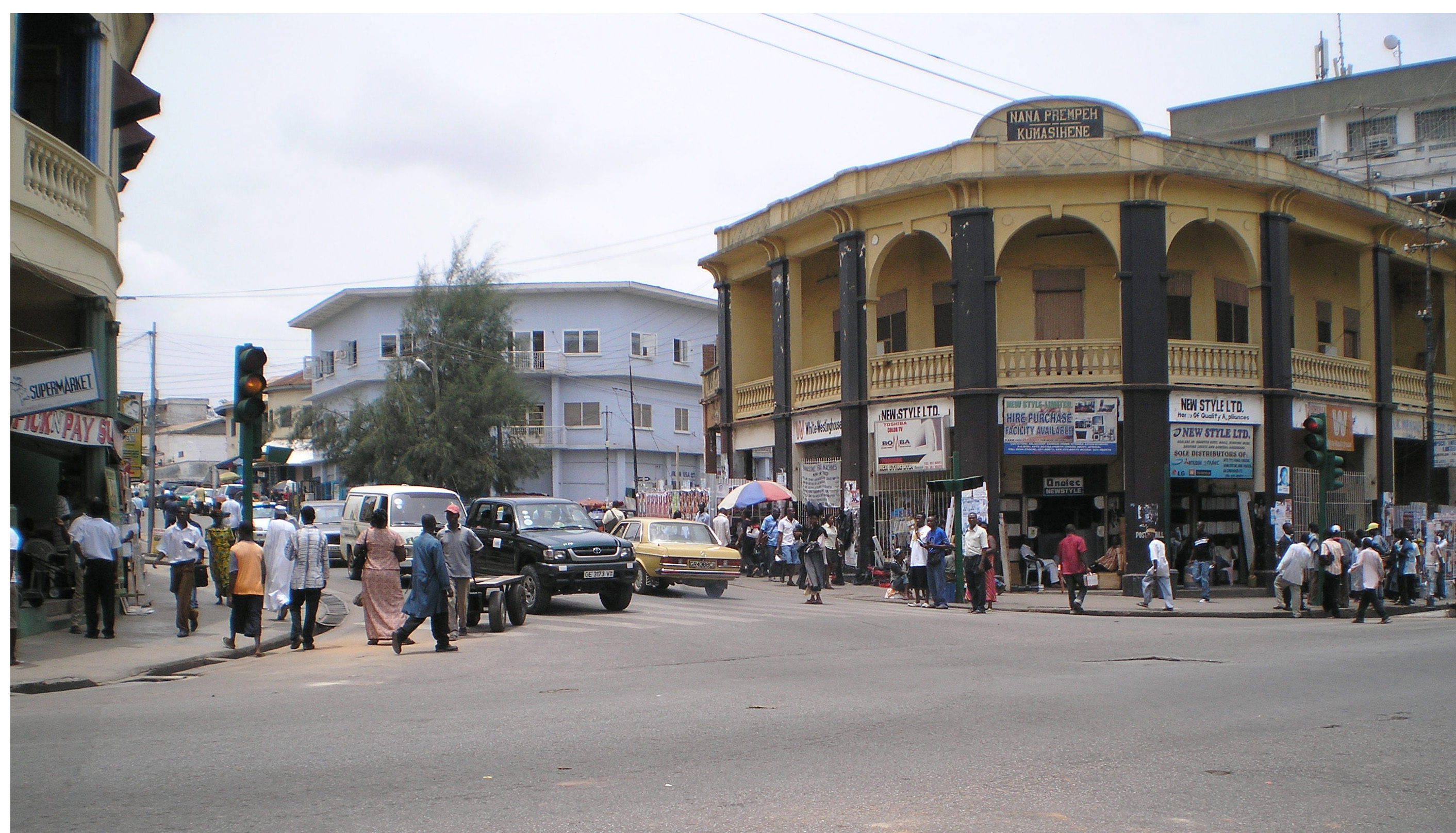
Une rue du côté de la rue commerçante principale de Kumasi

Osei Tutu fait de Kumasi la capitale de la Confédération Ashanti. Le souverain de Kumasi, connu comme l'Asantehene, a également servi comme chef de la Confédération. Grâce à leur victoire en 1701 sur Denkyira, la confédération ashanti est devenue le premier État du peuple Akan.
Certaines parties de la ville, dont le Palais Royal, ont été détruites par les troupes britanniques pendant la Troisième Guerre anglo-Ashanti de 1874. Il reste une ville royale, même si, depuis que le Ghana a déclaré son indépendance en 1957, le rôle du roi a été surtout symbolique. La ville occupe une place importante dans l'histoire du peuple Ashanti, comme le prétend la légende que c'est ici qu'Okomfo Anokye a reçu le trône d'or, une incarnation de l'âme de la nation Asanti.

## Démographie
Kumasi est la deuxième plus grande ville du pays. Le plus grand groupe ethnique est les Ashantis, mais d'autres groupes ethniques existent, dont le nombre va croissant.
| 1970    | 1984    | 2000      | 2007      | 2010      | 2013      |
| ------- | ------- | --------- | --------- | --------- | --------- |
| 346 336 | 469 628 | 1 170 270 | 1 604 909 | 2 035 064 | 2 069 350 |

## Économie
Le fabricant automobile Kantanka est établi dans la ville.
Le quartier de Magazine est la plus grande casse automobile d'Afrique et de fabrication de pièces détachées

## Éducation
L'Université des sciences et technologies Kwame Nkrumah (en anglais : KNUST, Kwame Nkrumah University of Science and Technology) est issue du Collège de technologie de Kumasi fondé en 1952. Le campus principal est situé à 13 km à l'est du centre-ville.

## Transports
La ville est reliée par le transport aérien avec l'Aéroport de Kumasi situé à 6 km au nord-est du centre dans le quartier de Manhyia (code AITA : KMS).
Les chemins de fer ghanéens relient les villes du sud du pays : Accra, Takoradi et Kumasi, leur fonctionnement est aléatoire et sont déconseillés en 2005. Le service voyageur est suspendu depuis 2001 pour la liaison Ntsawam-Kumasi et depuis le 5 mai 2006 pour la liaison Takoradi-Kumasi.

## Lieux de culte
Parmi les lieux de culte, il y a principalement des églises et des temples chrétiens : Church of the Province of West Africa (Communion anglicane), Evangelical Presbyterian Church, Ghana (Communion mondiale d'Églises réformées), Convention baptiste du Ghana (Alliance baptiste mondiale), Lighthouse Chapel International, Église de la Pentecôte, Assemblées de Dieu, Archidiocèse de Kumasi (Église catholique) . Il y a aussi des mosquées musulmanes.
Environ 84 % de la population est chrétienne, 11 % musulmane, et un petit nombre (0,2 %) adhère à des croyances traditionnelles.

## Sports
Trois clubs de football de Kumasi évoluent ou ont évolué en Premier League du Championnat du Ghana de football :
- Asante Kotoko SC, fondé en 1935, se classe parmi les meilleurs clubs du continent africain[21].
- King Faisal Babes
- Kumasi Cornerstone Football Club

L'Asante Kotoko et le King Faisal Babies résident au Baba Yara Stadium, stade de 44 000 places rénové depuis 2008.

## Personnalités
- Adoma Akosua, reine mère du royaume d'Ashanti, est née à Kumasi en 1773.
- Kofi Annan, septième secrétaire général de l'ONU est né à Kumasi en 1938.
- John Kufuor, ancien président de la République du Ghana (2001-2009) né à Kumasi en 1938.
- Anna Bossman, avocate et diplomate, est née à Kumasi en 1957.
- Anthony Yeboah, footballeur professionnel né à Kumasi en 1966.
- Kofi Kingston, catcheur de la WWE, né à Kumasi en 1981.
- Lesley Akyaa Opoku Ware, ambassadrice du Ghana en Russie, depuis 2017
- Kwasi Wiredu (1931-2022), philosophe ghanéen.
- Emmanuel Toku (2000-), footballeur ghanéen, né à Kumasi.

## Jumelage et coopération décentralisée
| Ville | Ville         | Pays | Pays           | Période     |
| ----- | ------------- | ---- | -------------- | ----------- |
|       | Abidjan       |      | Côte d'Ivoire  |             |
|       | Almere        |      | Pays-Bas       | depuis 2001 |
|       | Atlanta       |      | États-Unis     | depuis 2010 |
|       | Charlotte     |      | États-Unis     | depuis 1996 |
|       | Columbus      |      | États-Unis     | depuis 2008 |
|       | Kitchener     |      | Canada         | depuis 2010 |
|       | Newark        |      | États-Unis     | depuis 1999 |
|       | Ouagadou      |      | Mali           | depuis 2003 |
|       | Treichville   |      | Côte d'Ivoire  | depuis 2004 |
|       | Tshwane       |      | Afrique du Sud | depuis 2010 |
|       | Winston-Salem |      | États-Unis     | depuis 2001 |